# Мандрики (дворянський рід)
Мандрики — козацько-старшинський (згодом — дворянський) рід, що походить від Андрія Мандрики (1-ша пол. 17 ст.). Створили династію кобижчанських сотників. Василь Андрійович посідав цей уряд 1681, 1691, 1693, 1695, його брат Федір Андрійович — 1672, 1675 та 1676, сини — Матвій Васильович (нар. невідомо — п. 1705) — 1704–05, Олексій Васильович — 1718–23, онук — Семен Матвійович (нар. невідомо — після 1751) — 1728–51, правнук — Яків Микитович (бл. 1749 — після 1800) — 1771–81. Інші представники роду обіймали посади значкових товаришів, військових товаришів і бунчукових товаришів. З цього роду походять учасники антинаполеонівських війн брати Микола Якович (1777—1853), генерал-лейтенант (1845), командуючий Казанським військовим округом, та Андрій Якович (бл. 1775 — пом. невідомо) — відставний полковник (1816), вологодський (1822–24) та полтавський (1824–29) віце-губернатор, а також Володимир Григорович (1851 — бл. 1910) — генерал-лейтенант, командуючий бригадою 7-ї кавалерійської дивізії (1903–07); Олександр Миколайович (1876—1928) — полковник (1915), вологодський віце-губернатор (1914–16), в. о. тифліського губернатора (1916–17), учасник Білого руху; Іван Якимович (1858 — пом. невідомо) — генерал-лейтенант (1910), командуючий бригадою 37-ї піхотної дивізії; Георгій Якимович (1869—1937) — генерал-лейтенант (1917), командуючий військами Омського військового округу, помічник військового міністра за добу гетьманату П. Скоропадського, учасник Білого руху.
Рід внесений до 2-ї та 3-ї частин Родовідної книги Чернігівської губернії.